# Lingolsheim
Lingolsheim là một xã trong tỉnh Bas-Rhin, thuộc vùng Grand Est của nước Pháp, có dân số là 16.860 người (thời điểm 1999). Lingolsheim nằm cạnh các sông nhỏ là Bruche và Ill.

## Thông tin nhân khẩu
| 1962  | 1968  | 1975   | 1982   | 1990   | 1999   |
| ----- | ----- | ------ | ------ | ------ | ------ |
| 7.738 | 8.287 | 10 479 | 14 688 | 16 480 | 16 860 |